# Lycidas heteropogon
Lycidas heteropogon är en spindelart som först beskrevs av Simon 1909.  Lycidas heteropogon ingår i släktet Lycidas och familjen hoppspindlar. Inga underarter finns listade i Catalogue of Life.